# Triel
Triel (latin: Burhinus oedicnemus) er en vadefugl, der ses i Danmark som en meget sjælden gæst fra det sydlige Europa.
- Trielens æg